# Kristaloptiek
Kristaloptiek, ook wel kristaloptica of optische kristallografie, is de wetenschap die zich bezighoudt met de bestudering van de optische eigenschappen van kristallen, meestal van mineralen. Kristallen zijn per definitie anisotroop, waarin licht anders buigt naarmate de hoek waaronder dat licht invalt, verschilt. Het meest gebruikte instrument hierbij is de polarisatiemicroscoop, waarmee men metingen aan optische eigenschappen kan doen, zoals aan interferentie en dubbele breking.

## Optische klasse van een mineraal

### Isotrope kristallen
Een isotroop mineraal is een mineraal dat in alle richtingen gelijke optische eigenschappen heeft. De brekingsindex van zo'n mineraal is in alle richtingen gelijk, en het mineraal is optisch isotroop.
Vulkanische en andere natuurlijke soorten glas zijn isotroop, net als kristallen met een kubisch kristalstelsel. Bij een kubisch kristal zijn de bindingen tussen atomen in het kristalrooster in alle richtingen even sterk. Glas is amorf, zodat er gemiddeld in alle richtingen evenveel bindingen lopen. Daardoor gedraagt licht zich in deze media in alle richtingen op dezelfde manier, onder welke hoek het ook door het medium beweegt. 
Wanneer men dit zou toepassen op een elektrisch veld, met de zogenoemde wetten van Maxwell, wordt de relatie tussen het elektrisch verplaatsingsveld {\displaystyle \mathbf {D} } en het elektrisch veld {\displaystyle \mathbf {E} } gegeven door:
{\displaystyle \mathbf {D} =\varepsilon _{0}\mathbf {E} +\mathbf {P} }
met ε0 de permittiviteit van vrije ruimte en {\displaystyle \mathbf {P} } de elektrische polarisatie.

### Anisotrope kristallen
Anisotrope mineralen met een andere kristalstructuur hebben hebben niet in alle richtingen even sterke bindingen in hun kristalrooster. De elektronenwolken rond de atomen kunnen daardoor niet in alle richtingen even goed vibreren en is de brekingsindex en daarmee de lichtsnelheid niet in alle richtingen gelijk.
Een eigenschap van anisotrope mineralen is dat licht dat het mineraal binnenvalt dubbele breking ondergaat: het wordt in twee stralen van lineair gepolariseerd licht gebroken die loodrecht op elkaar oscilleren, trillen. Bij een richting van lichtinval waarbij geen dubbelbreking optreedt spreekt men van een optische as. Er zijn twee typen anisotrope kristallen: een uniaxiaal kristal heeft één optische as, een biaxiaal kristal heeft er twee. Uniaxiale kristallen zijn kristallen die een tetragonale of hexagonale kristalstructuur hebben. Biaxiale kristallen zijn orthorombisch, monoklien of triklien.
In een anisotroop medium, zoals een kristal, ligt het polarisatie veld {\displaystyle \mathbf {P} } niet per se in hetzelfde vlak als het elektrische veld van het licht, {\displaystyle \mathbf {E} }.

## Toepassing
Kristaloptiek wordt gebruikt bij onderzoek met behulp van slijpplaatjes, waarbij verschillende mineralen ander gedrag vertonen. Hiermee kan een bepaald mineraal worden gedetermineerd of juist uitgesloten. Een extra hulpmiddel hierbij is het gipsplaatje.

## Websites
- Een virtuele polarisatie microscoop